# HGM-25A Titan I
L’HGM-25A Titan I era un missile nucleare ICBM sviluppato dagli USA come alternativa, in caso di ritardi, all'SM-65 Atlas.
Progettato dalla Glenn L. Martin Company, era anche noto come Martin Titan.
Installato in 54 pozzi di lancio elevabili prima del rifornimento, esso venne rapidamente sostituito dal Titan II con la possibilità di essere tenuto con il carburante nei serbatoi e di essere lanciato dai pozzi sotterranei. Esso è rimasto, come e più dell'Atlas, come razzo vettore per le missioni spaziali NASA e per il lancio di satelliti da ricognizione militare.

## Versioni
Ne è esistita anche una versione meno potenziata, denominata LGM-25.